# Alemanha Oriental nos Jogos Olímpicos de Verão de 1972
A Alemanha Oriental competiu nos Jogos Olímpicos de Verão de 1972, realizados em Munique, Alemanha Ocidental.